# Kontraktur
Als Kontraktur (von lateinisch contrahere ‚zusammenziehen‘) oder Gelenkkontraktur wird eine weichteilbedingte Funktionseinschränkung von Gelenken bezeichnet, die Folge einer Verletzung, einer Gelenkentzündung oder einer Lähmung sein kann. Sie entsteht durch die „Verkürzung“ umliegender Muskeln, Sehnen, Bänder und Faszien. Die betroffenen Gelenke lassen sich auch passiv kaum oder gar nicht über den Funktionsverlust bewegen. Der Nutzen von Physiotherapie ist begrenzt. Je länger eine Kontraktur besteht, desto schlechter sind die Erfolgsaussichten. Besondere Bedeutung kommt der Vermeidung von lagerungsbedingten Bewegungseinschränkungen zu.

## Vorkommen

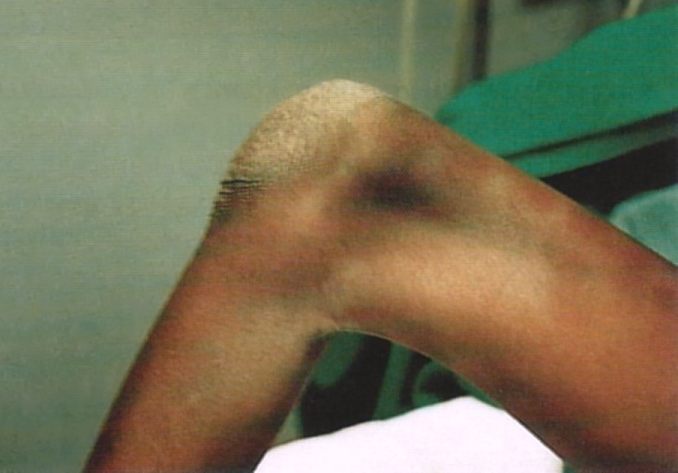
Kniebeugekontraktur. Eine Poliomyelitis hatte die Kniestrecker (M. quadriceps femoris) beider Beine gelähmt. Der angolanische Junge konnte weder gehen noch stehen, sondern nur auf den Knien rutschen. Die Knie wurden zur Fußsohle. Die Tenotomie der kontrakten Kniebeuger (M. biceps femoris) und geduldige Lagerungsbehandlung machten die Kniegelenke streckfähig und ermöglichten die Versorgung mit (leichten) Orthesen.

Gelenkkontrakturen können bei folgenden Erkrankungen vorkommen:
- Arthrogryposis multiplex congenita
- Conradi-Hünermann-Syndrom
- Diastrophische Dysplasie
- Fibrodysplasia ossificans progressiva
- Homocystinurie
- Marfan-Syndrom
- Metatropischer Zwergwuchs
- Multiples Pterygium-Syndrom
- Kongenitale Spondyloepiphysäre Dysplasie
- Trisomie 8

## Klinisches Erscheinungsbild und Diagnostik
Kontrakturen werden durch aktive und passive, manchmal auch schmerzhafte Bewegungseinschränkungen gekennzeichnet, wodurch auch die Funktion des Gelenks eingeschränkt wird. Dabei können alle Bewegungsebenen eines Gelenks betroffen sein; die Bewegung erscheint dabei unharmonisch. Die Einschränkung kann von einer leichten Funktionseinschränkung bis hin zu einer vollständigen Steifigkeit mit Zwangshaltung des Gelenks reichen. Die Übergänge sind fließend. Grundsätzlich können alle Gelenke von Kontrakturen betroffen sein, jedoch treten sie zumeist an den großen Gelenken wie den Schultern, Ellenbogen, Hüft- und Kniegelenken auf.
Kontrakturen haben ein sehr typisches klinisches Erscheinungsbild, die Diagnosestellung ist dementsprechend einfach. Weitere diagnostische Maßnahmen werden daher in der Regel nicht notwendig.

## Kontrakturarten

### Einteilung nach Gelenkstellung
Kontrakturen können durch die Fehlstellung des betroffenen Gelenks beschrieben werden; die häufigste Kontraktur ist dabei die Beugekontraktur, da die Beugemuskulatur häufig stärker ausgeprägt ist als die entgegenwirkende Streckmuskulatur, jedoch kommen auch Streckkontrakturen vor. Typisches Beispiel für Beugekontrakturen der Hand ist die Kamptodaktylie, die sporadisch, familiär gehäuft oder als syndromale Form auftreten kann (Kontraktur im proximalen Interphalangealgelenk des Kleinfingers).
Werden durch die Kontraktur Gliedmaße von der Körpermitte abgespreizt oder angezogen, werden diese als Abduktions- oder Adduktionskontraktur bezeichnet. Weitere Formen sind Innen- oder Außenrotationskontrakturen sowie Pronations- und Supinationskontrakturen.

### Einteilung nach Gewebsschädigung
Kontrakturen werden nach ihrer Ursache und Entstehung unterschieden:
- Ontogenetische Kontraktur – Die Kontraktur ist angeboren, beispielsweise ein angeborener Klumpfuß.
- Neurogene Kontraktur – Die Kontraktur wird durch Nervenschädigungen verursacht, zum Beispiel durch Kinderlähmung oder eine spastische Lähmung.
- Dologene Kontraktur – Ursache hierfür sind Schmerzen, bei denen der Betroffene eine Schonhaltung einnimmt, zum Beispiel im Rahmen einer Ischialgie.
- Dermatogene Kontraktur – Die Kontraktur entsteht durch eine Zusammenziehung der Haut, beispielsweise bei Narbenbildung nach Verbrennungen.
- Arthrogene Kontraktur – Eine auf das Gelenk bezogene Kontraktur, beispielsweise bei Rheuma.
- Tendomyogene Kontraktur – Die Gelenksteife wird durch eine Schrumpfung der Sehnen verursacht, Beispiel hierfür sind Volkmann-Kontrakturen.
- Psychogene Kontraktur – Der Betroffene bewegt bewusst oder unbewusst ein Gelenk nicht. Ursache kann ein traumatisches Erlebnis sein.[4]
- Fasziogene Kontrakturen – Es kommt durch Entzündungen, Verletzungen oder Ruhigstellung zur Schrumpfung der Aponeurosen oder Faszien, ein typisches Beispiel ist die Dupuytren-Kontraktur.
- Lagerungsdeformität – Die Kontraktur entsteht durch die nicht fachgerecht durchgeführte Lagerung immobiler Patienten, ein bekannter Pflegefehler in diesem Zusammenhang ist der Spitzfuß.[5]

## Behandlung
Die am häufigsten auftretenden Kontrakturen sind lagerungsbedingt, daher wird vor allem versucht, diese durch eine gute Prophylaxe zu vermeiden. Wichtigste Behandlungsmethode bereits entstandener Kontrakturen sind aktive und passive Bewegungsübungen im Rahmen einer Physiotherapie oder Ergotherapie. Als Ergänzung zur Physio- bzw. Ergotherapie kann das Training an einem Bewegungstherapiegerät Kontrakturen verringern bzw. vermeiden. Zusätzlich können Massagen und Wärmebehandlungen angewandt werden, in Behandlungspausen können Lagerungsschienen, Streckverbände oder motorgetriebene Bewegungsschienen eingesetzt werden. Greifen diese Maßnahmen nicht, können operative Eingriffe in Betracht gezogen werden, um die Kontraktur zu beseitigen.

## Kontrakturenprophylaxe
Um Bewegungs- und Funktionseinschränkungen zu vermeiden, sollte nach Ermittlung des Kontrakturrisikos, beispielsweise durch eine Pflegeanamnese, mit der Kontrakturenprophylaxe begonnen werden. Dazu gehören je nach Ursache des Risikos beispielsweise die frühzeitige Mobilisation nach operativen Eingriffen sowie aktives, assistierendes oder passives Durchbewegen der Gelenke. Zur Vermeidung von Schonhaltungen kann eine Schmerzmedikation eingesetzt werden. Aktivierende Pflege, beispielsweise die Fortführung des Tag- und Nachtrhythmus mit An- und Auskleiden, trägt ebenfalls zur Vermeidung einer kontrakturbegünstigenden Bewegungsarmut bei. Bewegungsunfähige und bewusstseinsgetrübte Patienten, bei denen zudem eine Dekubitusprophylaxe notwendig ist, sollten in physiologischer Stellung und nicht zu weich gelagert werden, da dies Eigenbewegungen hemmt.